# Francisco Largo Caballero
Francisco Largo Caballero (15. října 1869 – 23. března 1946) byl španělský politik a odborář, který sloužil jako premiér Druhé španělské republiky během španělské občanské války. Byl jedním z historických vůdců Španělské socialistické dělnické strany (PSOE) a Všeobecného dělnického svazu (UGT). Ačkoli do politiky vstoupil jako umírněný levičák, po všeobecných volbách v roce 1933, v nichž většinu získala konzervativní strana CEDA, se radikalizoval a začal prosazovat socialistickou revoluci, která se zhmotnila neúspěšnou revolucí v Asturii v roce 1934.
Po vítězství Lidové fronty ve španělských všeobecných volbách v roce 1936 a po červencovém převratu sloužil Caballero během španělské občanské války od 4. září 1936 do 17. května 1937 jako španělský premiér. Po porážce republikánů v roce 1939 odešel do exilu do Francie a po nacistické invazi do Francie byl uvězněn v koncentračním táboře Sachsenhausen.

## Život
Narodil se v Madridu a v mládí se živil štukatérstvím. V roce 1890 se zúčastnil stávky stavebních dělníků a v roce 1894 vstoupil do PSOE. Po smrti zakladatele strany Pabla Iglesiase v roce 1925 se Largo Caballero stal předsedou strany a UGT.
Na počátku svého politického života zastával umírněné postoje a prosazoval udržení určité míry spolupráce UGT s diktátorskou vládou generála Miguela Prima de Rivery, což odborům umožnilo pokračovat ve fungování během Riverovy vojenské diktatury, která trvala od roku 1923 do roku 1930. Tato spolupráce byla začátkem politického konfliktu Larga Caballera s Indaleciem Prietem, který se stavěl proti jakékoli spolupráci s Riverou.

### Vysoká politika
Largo Caballero byl mezi lety 1931 a 1933 ministrem práce v prvních vládách druhé španělské republiky v čele s Niceto Alcalá-Zamorou a ve vládě jeho nástupce Manuela Azañy. Pokusil se zlepšit podmínky venkovských bezzemků (braceros) na jihu země. Dne 28. dubna 1931 vydal dekret o hranicích obcí, aby zabránil dovozu pracovní síly, dokud v obci zůstávají nezaměstnaní dělníci. V květnu zřídil smíšené poroty (jurados mixtos) pro rozhodování agrárních pracovních sporů a zavedl na venkově osmihodinový pracovní den. Zároveň dekret o povinném obdělávání půdy bránil vlastníkům v tom, aby svou půdu využívali dle libosti. Těšil se velké oblibě u dělníků.
Ve volbách konaných 19. listopadu 1933 získala ve Španělsku moc pravicová Španělská konfederace autonomní pravice (CEDA). Vláda nominálně vedená centristickým radikálem Alejandrem Lerrouxem byla závislá na parlamentní podpoře CEDA. V reakci na tento zvrat Largo opustil své umírněné pozice a otevřeně se postavil na krajní levici. Ve vydání novin PSOE El Socialista z 3. ledna 1934 napsal: „Harmonie? Ne! Třídní boj! Nenávist vůči zločinné buržoazii až do smrti!“ O několik týdnů později PSOE sestavila novou politickou platformu, která požadovala znárodnění veškeré půdy, rozpuštění všech náboženských řádů a konfiskaci jejich majetku i rozpuštění armády, která měla být nahrazena socialistickými milicemi. Začátkem října 1934, poté, co do vlády vstoupili tři ministři CEDA, byl jedním z vůdců neúspěšného ozbrojeného povstání dělníků (zejména v Asturii), které bylo násilně potlačeno vládou ovládanou CEDA.
Largo obhajoval spojenectví s ostatními dělnickými politickými stranami a odbory, jako byla Komunistická strana Španělska (PCE) a anarchistický odborový svaz Confederacion Nacional del Trabajo (CNT). To ho opět postavilo do rozporu s Prietem.  Prohlásil, že on, Largo Caballero, „bude druhým Leninem“, jehož cílem je sjednocení iberských sovětských republik.
Poté, co Lidová fronta v únoru 1936 vyhrála volby, prezident Manuel Azaña navrhl, aby se Prieto připojil k vládě, ale Largo tyto pokusy o spolupráci mezi PSOE a republikánskou vládou zablokoval. Largo odmítal obavy z vojenského převratu a předpověděl, že pokud by k němu došlo, generální stávka by jej porazila a otevřela by dveře dělnické revoluci.
Brzy skutečně došlo k pokusu o převrat koloniální armády s podporou pravice 17. července 1936. I když nebyl okamžitě úspěšný, další akce vzpurných armádních jednotek vyvolaly španělskou občanskou válku (1936–1939), v níž byla republika nakonec poražena a zničena.

### Španělský premiér

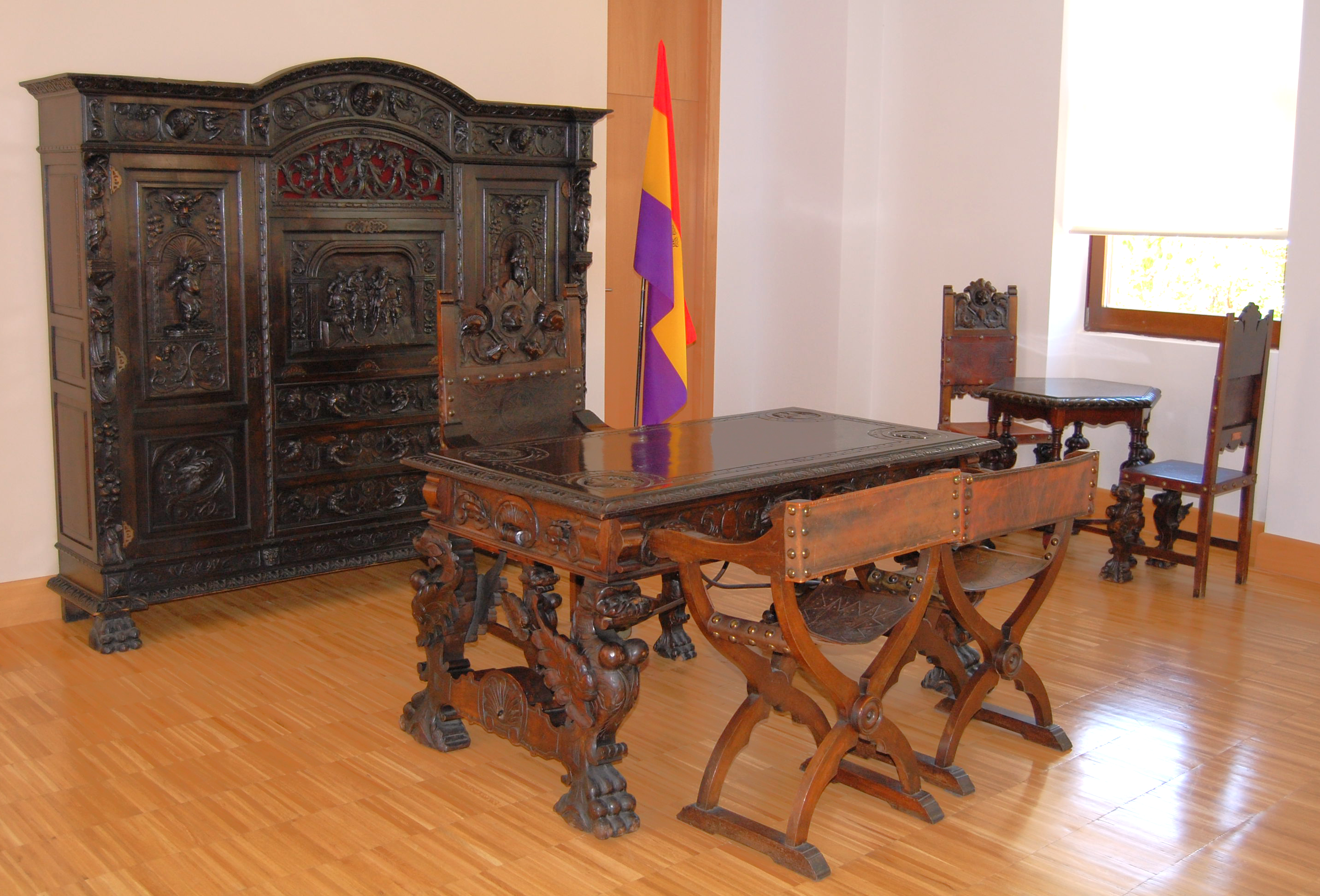
Kancelář Francisca Larga Caballera, rekonstruovaná v Archivu hnutí práce v Alcalá de Henares.

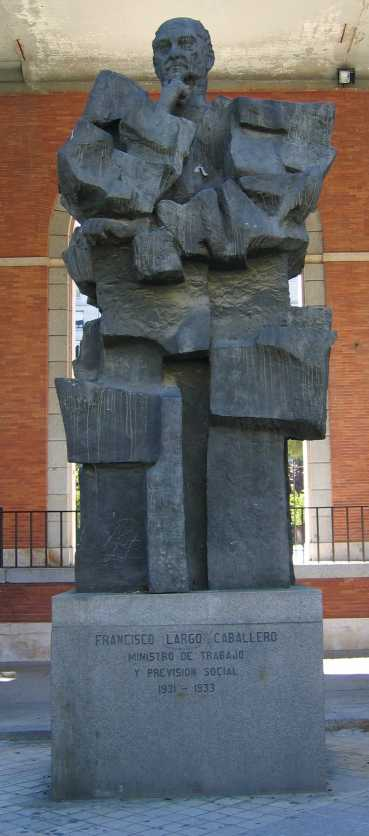
Pomník Larga Caballera v Madridu (José Noja)

Několik měsíců po začátku občanské války, poté, co 4. září 1936 rezignovala vláda Republikánské levicové strany pod vedením Josého Girala, požádal prezident Manuel Azaña Larga Caballera o sestavení nové vlády. Výsledkem byl širší kabinet Lidové fronty. Largo Cabellero sloužil jako premiér a také jako ministr války. Kromě vedení války se také zaměřoval na udržování vojenské disciplíny a vládní autority v republice. 4. listopadu 1936 Largo Caballero přesvědčil anarchistickou Confederación Nacional del Trabajo (CNT; Národní konfederace práce), aby se připojila k vládě, přičemž její čtyři členové převzali méně důležitá ministerstva, včetně spravedlnosti, zdravotnictví a obchodu. Toto rozhodnutí vyvolalo u členů CNT kontroverzi.
Barcelonské květnové dny od 3. do 8. května 1937 vedly k vládní krizi, která donutila Larga Caballera k rezignaci 17. května 1937. Místo něj byl premiérem jmenován Juan Negrín, rovněž člen PSOE.

### Exil, smrt a odkaz
Po porážce republiky v roce 1939 uprchl Largo Caballero do Francie.Byl zatčen během německé okupace Francie a strávil většinu druhé světové války v koncentračním táboře Sachsenhausen-Oranienburg, kde byl vězněn až do osvobození tábora na konci války.
Largo Caballero zemřel v exilu v Paříži v roce 1946; jeho ostatky byly po Francově smrti v roce 1975 vráceny v roce 1978 do Madridu.